# Huissen
Huissen (se pronuncia Huussen) é uma cidade em Guéldria, Holanda e tem aproximadamente 17.000 habitantes. Está localizada em Nederrijn, na área entre Nijmegen e Arnhem
Huissen faz parte do município de Lingewaard. Foi um município independente até 2001, quando fundiu-se com Gendt e Bemmel para formar Lingewaard.
Huissen foi mencionada pela primeira vez em 814 como Hosenheim. Ela recebeu foros de cidade em 1314. A cidade era parte do Ducado de Cleves e tornou-se holandesa em 1816.

## Ligações Externas
- J. Kuyper, Gemeente Atlas van Nederland, 1865-1870, "Huissen" Primeiro mapa do município, por volta de 1868.
- Algumas informações sobre Huissen (em holandês)